# Dobrusz (rejon homelski)
Dobrusz (biał. Добруш; ros. Добруш, Dobrusz) – osiedle na Białorusi, w obwodzie homelskim, w rejonie homelskim, w sielsowiecie Rudnia Marymonawa.